# British Grand Prix 2017
British Grand Prix 2017 (Birmingham Grand Prix 2017) byl lehkoatletický mítink, který se konal 20. srpna 2017 ve Spojeném království městě Birmingham. Byl součástí série mítinků Diamantové ligy 2017.

## Výsledky

### Muži
| Disciplína            | 1. místo                 | 2. místo                  | 3. místo                   |
| Běh na 200 m          | Ramil Guliyev 20,17      | Ameer Webb 20,26          | Aaron Brown 20,30          |
| Běh na 800 m          | Nijel Amos 1:44,50       | Adam Kszczot 1:45,28      | Marcin Lewandowski 1:45,33 |
| Běh na 110 m překážek | Aries Merritt 13,29      | Sergej Šubenkov 13,31     | Devon Allen 13,40          |
| Skok do výšky         | Mutaz Essa Baršim 240 cm | Majed Aldin Ghazal 231 cm | Tom Gale 224 cm            |
| Skok daleký           | Jarrion Lawson 819 cm    | Ruswahl Samaai 803 cm     | Michael Hartfield 802 cm   |
| Vrh kouli             | Tomas Walsh 21,83 m      | Ryan Crouser 21,55 m      | Tomáš Staněk 21,16 m       |

### Ženy
| Disciplína            | 1. místo                     | 2. místo                           | 3. místo                              |
| Běh na 100 m          | Elaine Thompsonová 10,93     | Marie-Josée Ta Lou 10,97           | Jura Levyová 11,08                    |
| Běh na 400 m          | Salvá Ajd Násirová 50,59     | Allyson Felixová 50,63             | Courtney Okolová 50,66                |
| Běh na 1500 m         | Dawit Seyaumová 4:01,36      | Winny Chebetová 4:02,24            | Rababe Arafiová 4:02,95               |
| Běh na 3000 m         | Sifan Hassanová 8:28,90      | Konstanze Klosterhalfenová 8:29,89 | Margaret Chelimo Kipkemboiová 8:30,11 |
| Běh na 400 m překážek | Zuzana Hejnová 54,18         | Dalilah Muhammadová 54,20          | Janieve Russellová 54,67              |
| Skok o tyči           | Katerina Stefanidiová 475 cm | Holly Bradshawová 461 cm           | Michaela Meijerová 461 cm             |
| Trojskok              | Caterine Ibargüenová 14,51 m | Kimberly Williamsová 14,44 m       | Olga Rypakovová 14,29 m               |
| Hod diskem            | Sandra Perkovićová 67,51 m   | Denia Caballerová 65,24 m          | Yaime Pérezová 65,11 m                |